# Fort Apache
Fort Apache (en Venezuela, Fuerte Apache; en Argentina y en Chile, Sangre de héroes) es una película de 1948 dirigida por John Ford, con John Wayne y Henry Fonda como actores principales.
Es la primera película de la Trilogía de la caballería, que completan La legión invencible (1949) y Río Grande (1950). Fue una de las primeras películas en reflejar simpatía y respeto por los nativos americanos.

## Argumento
Después de la Guerra de Secesión, Owen Thursday, que se siente humillado por haber sido degradado a teniente coronel después de ser antes general, es destinado al fuerte Apache en el sudoeste de los Estados Unidos. Es un hombre ambicioso que quiere conseguir altos honores militares mediante acciones que serán mérito suyo. Militar arrogante y detallista, obsesionado con las ordenanzas, tiene el plan de acabar con el jefe apache Cochise después de haberlo perseguido hasta la frontera con México.
Su subalterno el capitán Kirby York, en cambio, es un gran conocedor de los apaches y no los subestima. También es humilde, sabe que no fue la culpa de los apaches que haya guerra y le da buenos consejos a su superior, que este ignora. Esa obsesión con la gloria y su arrogancia llevan finalmente a que él y sus tropas sean atraídos a una trampa y aniquilados por Cochise en un enfrentamiento que podría haberse evitado si hubiese escuchado a York.  
El capitán York, relevado después de discutir con el teniente coronel Thursday, se queda atrás con parte de sus hombres. Después de la aniquilación de Thursday y sus tropas Cochise se acerca a York y hace las paces con él, porque sabe que él quiere paz. De esa manera termina la guerra y York se convierte en el próximo jefe del fuerte Apache.  Luego decide encubrir ante la prensa la incompetencia de Thursday por el bien de su familia, a la que él aprecia.

## Reparto
- John Wayne - Capitán Kirby York
- Henry Fonda - Teniente coronel Owen Thursday
- Shirley Temple - Philadelphia Thursday
- John Agar - Teniente segundo Michael Shannon "Mickey" O'Rourke
- Pedro Armendáriz - Sargento Beaufort
- Ward Bond - Sargento mayor Michael O'Rourke
- George O'Brien - Capitán Sam Collingwood
- Victor McLaglen - Sargento Festus Mulcahy
- Anna Lee - Sra. Emily Collingwood
- Irene Rich - Sra. Mary O'Rourke
- Movita Castaneda - Guadalupe
- Miguel Inclán - Cochise

## Producción
Para hacer esta película se construyó expresamente el fuerte Fort Apache.
Luego el rodaje de la película fue hecho, con retrasos producidos por vientos y tormentas, en diversos sectores de Monument Valley, sobre todo en la zona principal de My Darling Clementine, en julio y agosto de 1947. En ella se contrató a navajos para que ellos personificasen a los apaches de la producción cinematográfica.